# Llau d'Estobencs
La llau d'Estobencs és una llau del terme municipal de Conca de Dalt, al Pallars Jussà, a l'antic terme d'Hortoneda de la Conca, a l'àmbit de l'antic poble d'Herba-savina.
Es forma a la Pala del Moro, a l'esquerra del riu de Carreu, des d'on davalla cap al nord-est, travessant el paratge d'Estobencs.